# ニア・ピープルズ
ニア・ピープルズ（Nia Peeples、1961年12月10日 - ）は、アメリカ合衆国の女優。

## 出演作品
- プリティ・リトル・ライアーズ（パム・フィールズ）
- ウルフマン／狼男伝説
- バトル・オブ・ロサンゼルス(カーラ・スマイス)
- MID ミッション・イン・ザ・ダーク（アマンダ）
- サブ・ゼロ
- 覗かれた隣人
- 奪還 DAKKAN -アルカトラズ-（49erシックス）
- マーロウ 最後の依頼
- ブルース・ブラザース2000（エリゾンド警部)
- ホーンテッド・ホテル
- ターミナル／末期病状
- 追跡者2／ニッキ＆コイル
- MR.STITCH／悪魔の種子
- 炎のテキサス・レンジャー
- ザ・デプス（スカーペリ）
- セクシィ・スーツ
- ノース・ショア
- フェーム／青春の旅立ち
- 探偵ハード&マック
- デイズ・オブ・アワ・ライブス
- ジェネラル・ホスピタル
- パトカーアダム30
- 暗黒の戦士 ハイランダー
- アンドロメダ
- ザ・ヤング・アンド・ザ・レストレス